# Мелководная (бухта, залив Одян)
Мелково́дная — бухта на севере Охотского моря в восточной части залива Одян.

## Гидроним
Название получила не в силу будто бы встречающихся в ней малых глубин, а из-за относительной мелководности по сравнению с водной площадью залива Одян вообще.

## География
Отделена от залива Одян небольшими безымянными выступами на севере и юге. Северо-западнее бухты находится остров Камень-Мугдыкын. На юге частично омывает полуостров Кони. На восточном берегу в низменности расположено несколько мелких озёр, в том числе озёра Первое и Второе. Юго-западнее находится озеро Зелёное.
В окрестностях берегов бухты встречаются участки неогеновых отложений. Бухта обрамлена высокими ярами, кое-где осыпающимися, кое-где поросшими лиственничным лесом. Приливы имеют неправильную цикличность с периодом около полусуток. В отлив по южному берегу обнажаются значительные площади глыбово-песчаных литоралей.
В районе бухты проходит трасса зимника, соединяющего посёлок городского типа Ола с мысом Кирас в бухте Сиглан, где расположена станция радиорелейной связи.
Климатические условия в бухте не столь суровы, как на южном берегу полуострова Кони. Туманы здесь бывают реже, а ясных дней больше. По данным метеостанции Мелководная, среднегодовая температура воздуха составляет −5,6 °C, средняя многолетняя температура января −20,6 °C, абсолютный минимум −45 °C. Зимой преобладают северо-восточные ветры со средней скоростью 6—8 м/с.
На каменистых грунтах бухты преобладают брюхоногие моллюски. В бухте водятся гольцы, тихоокеанские лососи.

## История
В верховьях бухты во времена Дальстроя существовал посёлок-лагерь Мелководная, добывавший бурый уголь и торф. Также ранее на восточном берегу находилась метеостанция Мелководная.